# 파라나주 (브라질)
파라나주(브라질 포르투갈어: Estado do Paraná)는 브라질 남부 대서양 연안에 위치한 주로, 마투그로수두술주, 상파울루주, 산타카타리나주과 이웃하고 있으며 아르헨티나, 파라과이와 국경을 접하고 있다.

남회귀선이 지나는 파라나에는 세계에서 가장 중요한 아열대 숲 중 하나인 아라우카리아 숲이 남아 있다. 아르헨티나와의 국경에는 유네스코가 세계문화유산으로 지정한 이구아수 국립공원이 있다. 파라과이와의 국경에서 40km 떨어진 곳에 세계에서 가장 큰 댐인 이타이푸 수력 발전 댐이 건설되었다. 브라질 기준으로 범죄율은 낮은 것으로 간주되며 브라질은 국내 총생산에서 리우데자네이루, 상파울루, 미나스제라이스 주 다음으로 4위를 차지하는 가장 발전된 주 중 하나이다.

## 주요 도시
- 쿠리치바
- 론드리나
- 마링가
- 포스두이구아수
- 폰타그로사
- 카스카베우
- 구아라푸아바
- 파라나구아

## 인구
| 연도 | 인구      | ±% p.a. |
| ---- | --------- | ------- |
| 1872 | 126,722   | —       |
| 1890 | 249,491   | +3.84%  |
| 1900 | 327,136   | +2.75%  |
| 1920 | 685,711   | +3.77%  |
| 1940 | 1,236,276 | +2.99%  |

| 연도 | 인구      | ±% p.a. |
| ---- | --------- | ------- |
| 1950 | 2,115,547 | +5.52%  |
| 1960 | 4,296,375 | +7.34%  |
| 1970 | 6,997,682 | +5.00%  |
| 1980 | 7,749,752 | +1.03%  |
| 1991 | 8,443,299 | +0.78%  |

| 연도 | 인구       | ±% p.a. |
| ---- | ---------- | ------- |
| 2000 | 9,558,454  | +1.39%  |
| 2010 | 10,444,526 | +0.89%  |
| 2018 | 11,348,937 | +1.04%  |

## 파라나 주 사진 모음

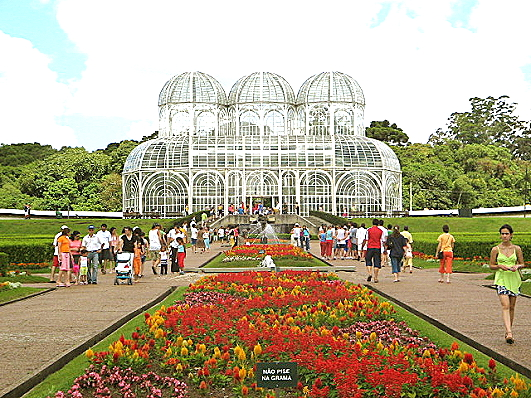
쿠리치바의 식물원
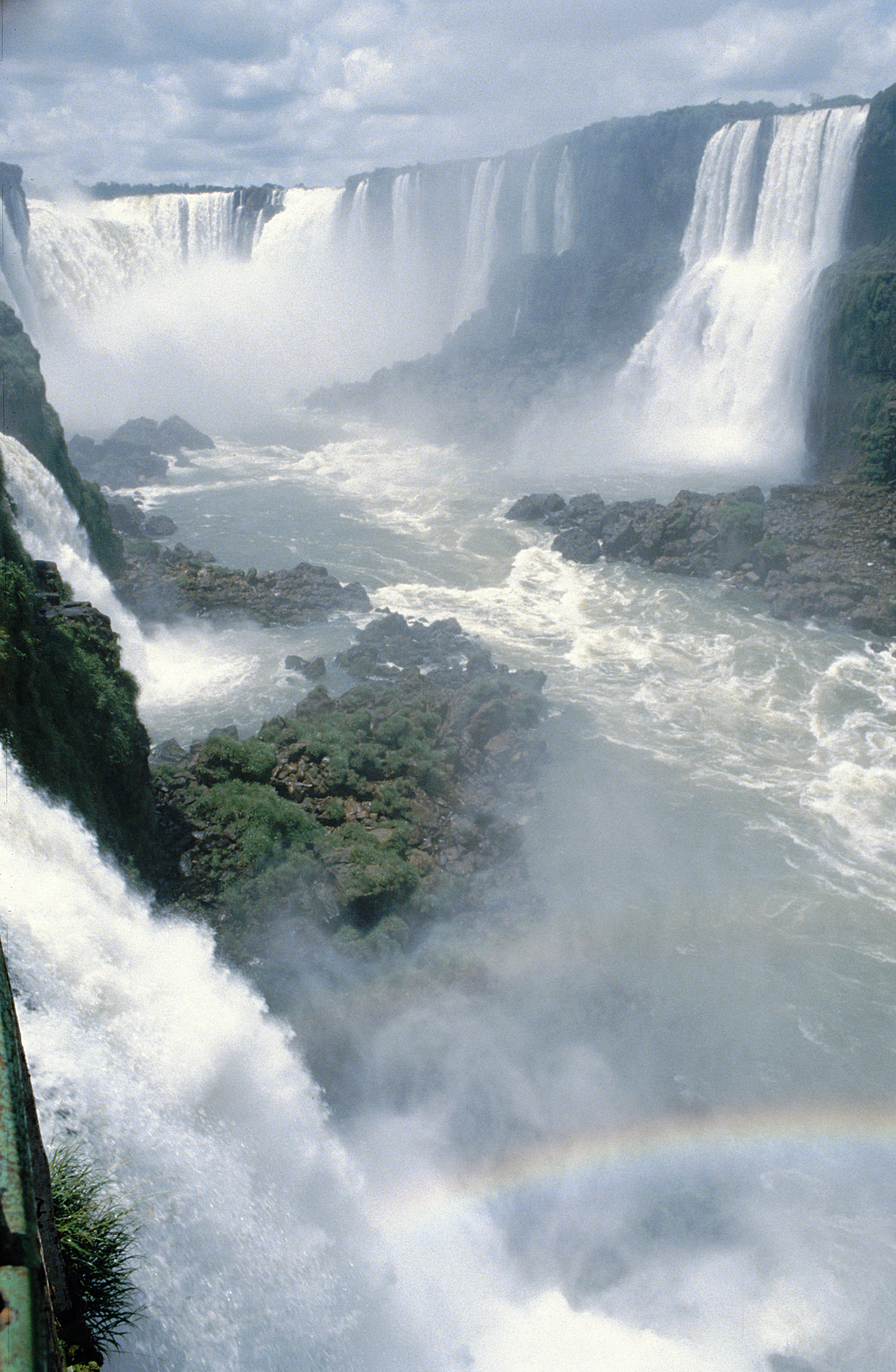
이과수(이구아수) 폭포
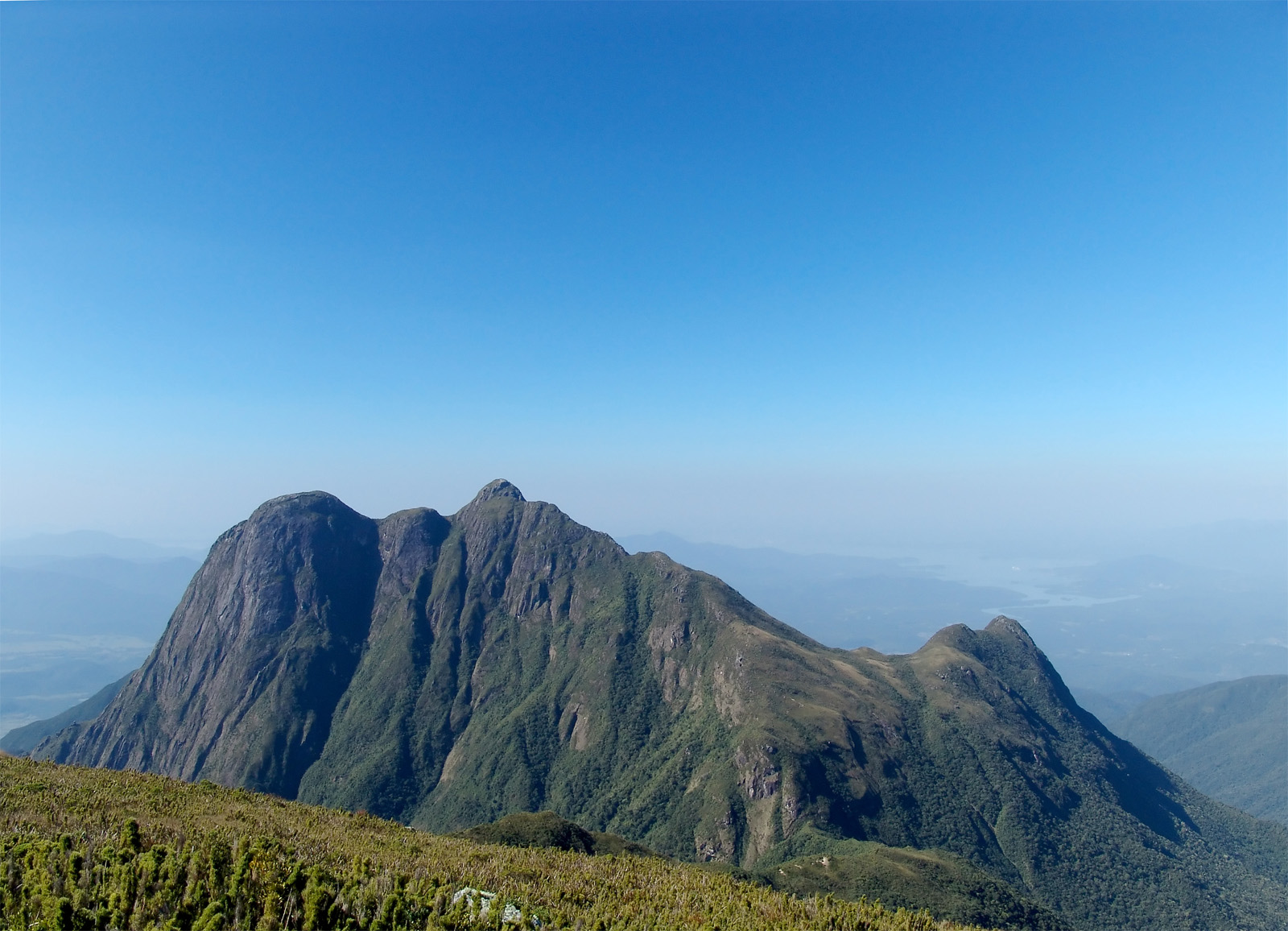
피쿠파라나
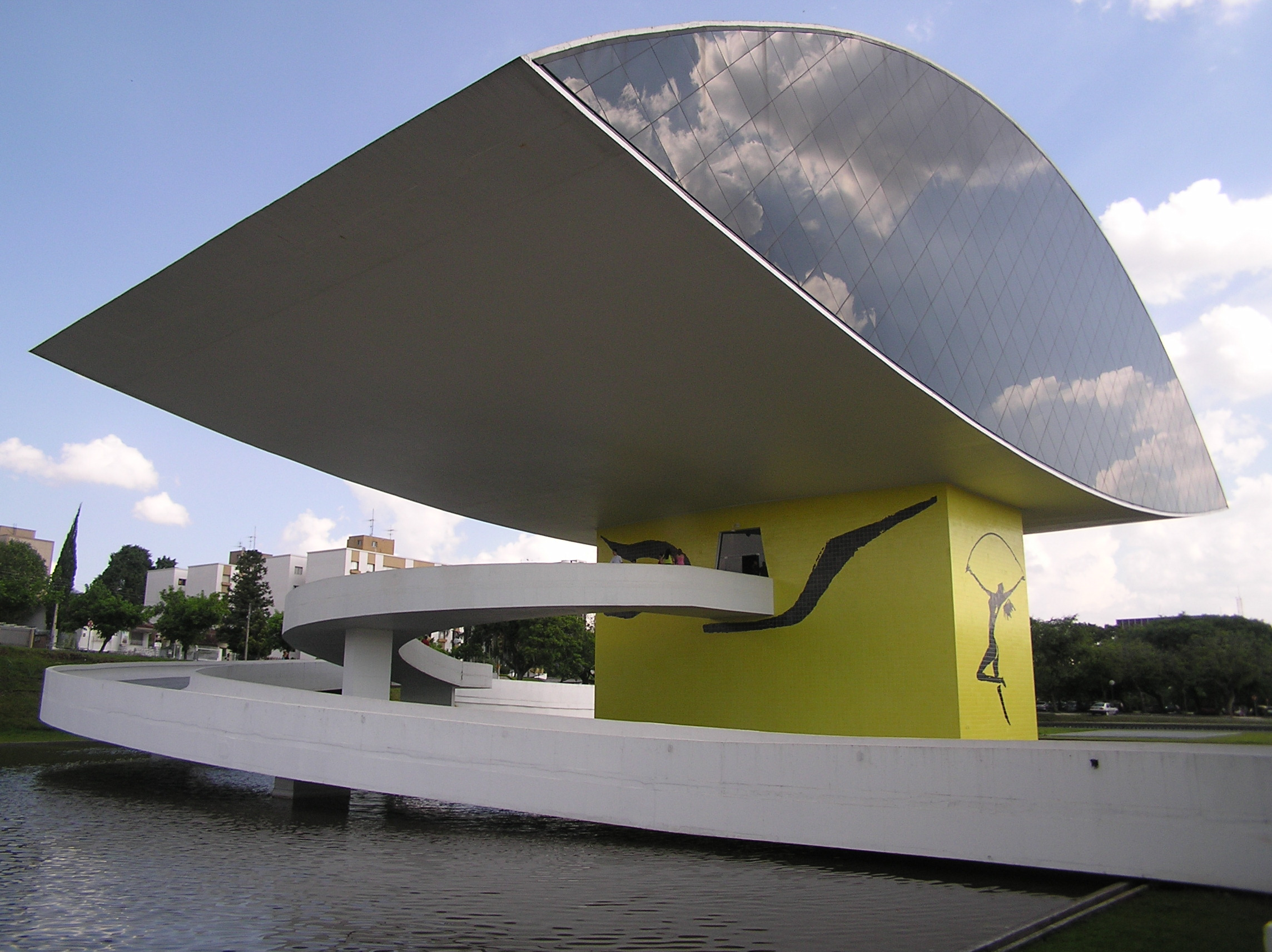
오스카르 니에메예르 박물관
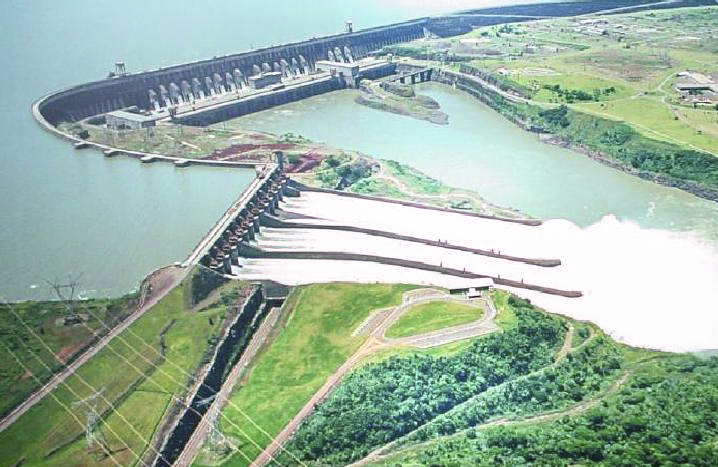
이타이푸 댐
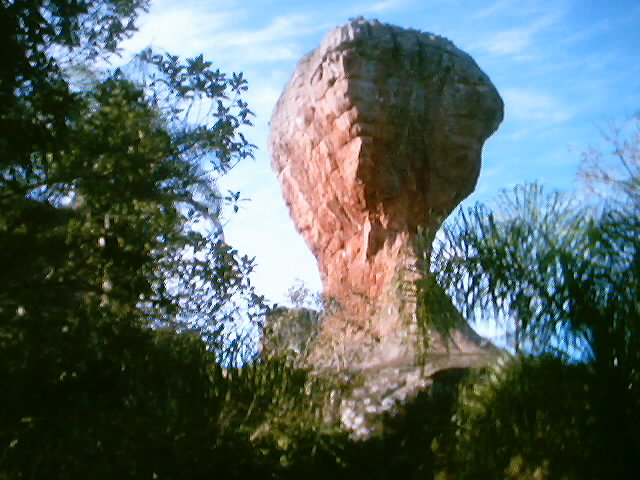
빌라벨랴 공원의 기암괴석
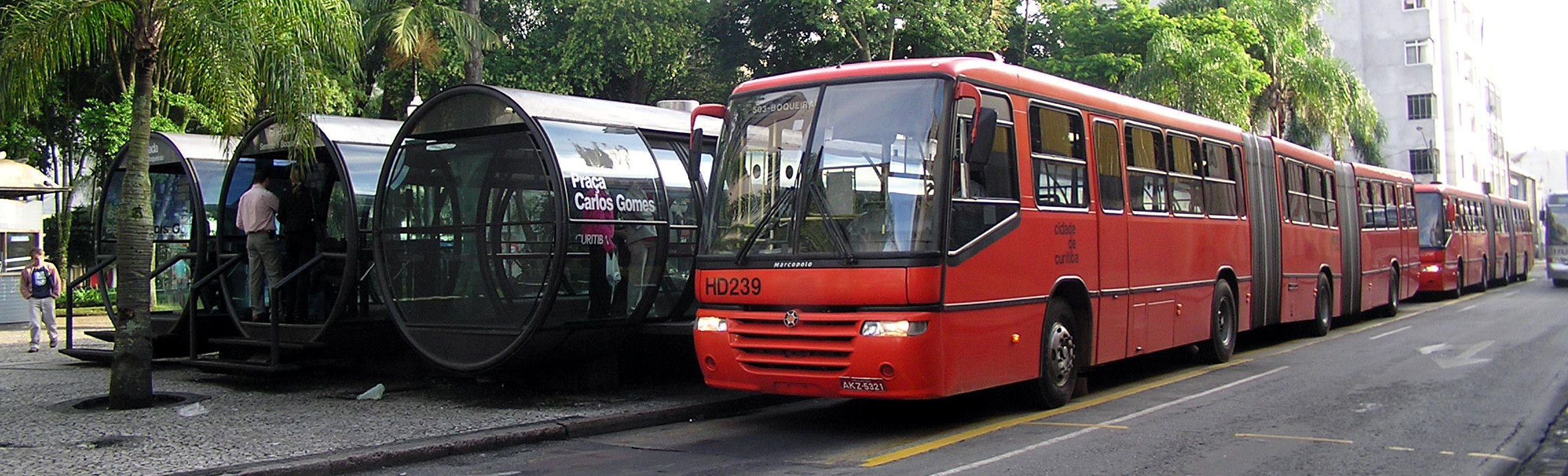
쿠리치바의 버스정류장
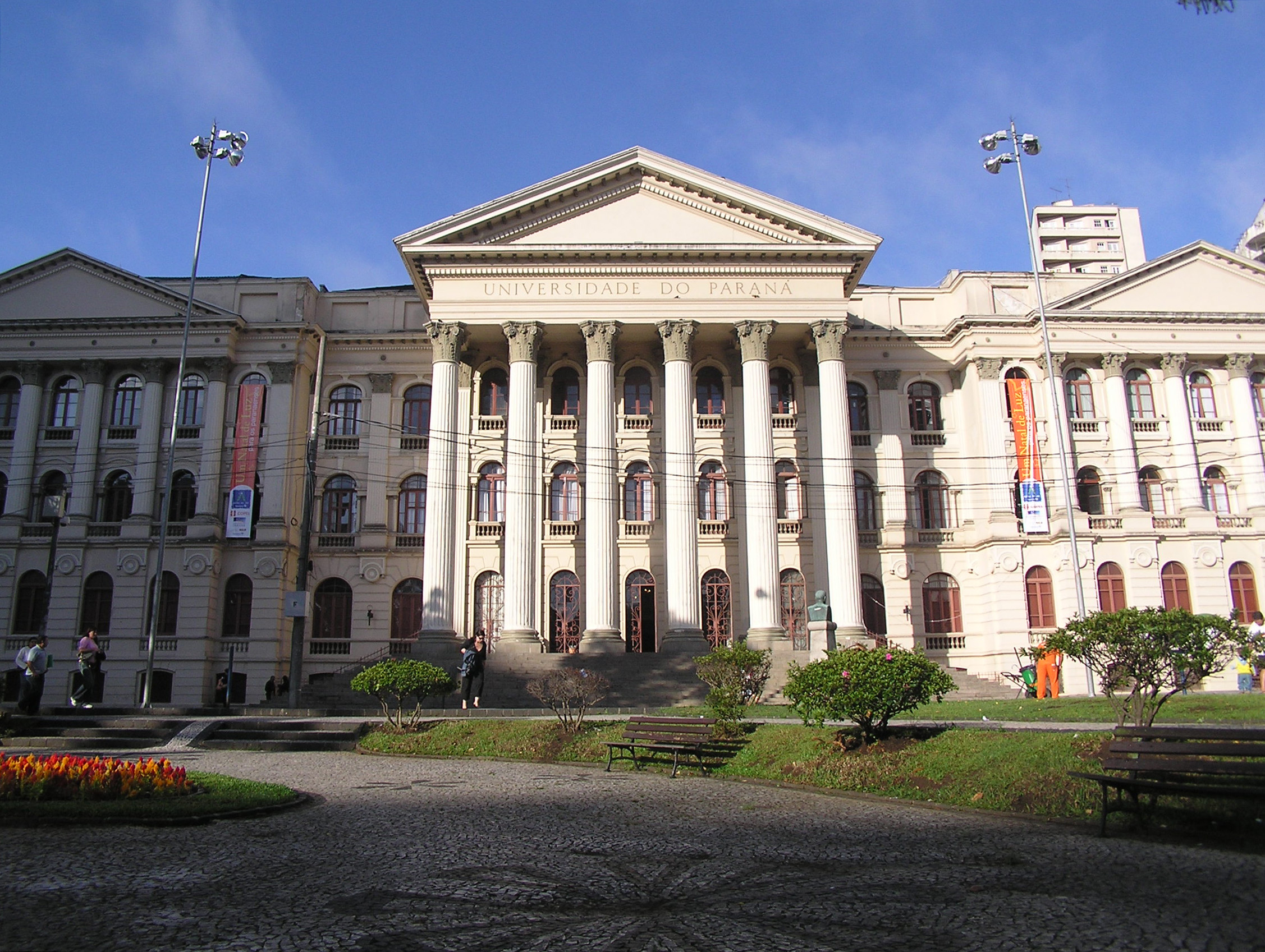
파라나 연방대학교
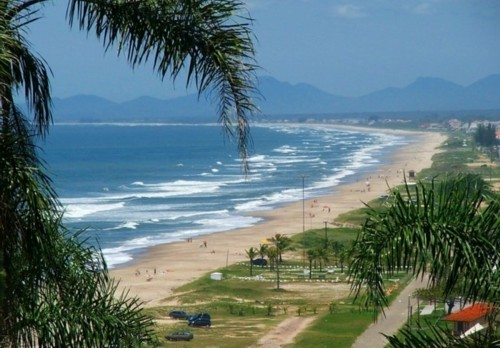
구아라투바의 해변
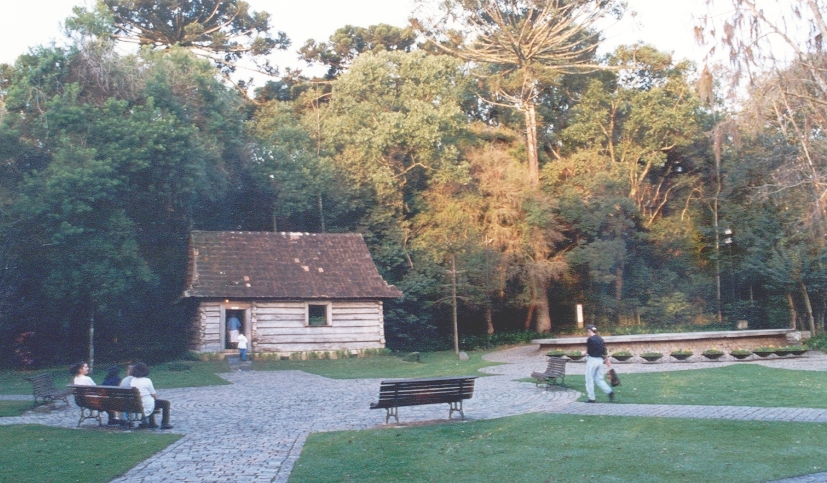
쿠리치바의 폴란드식 가옥
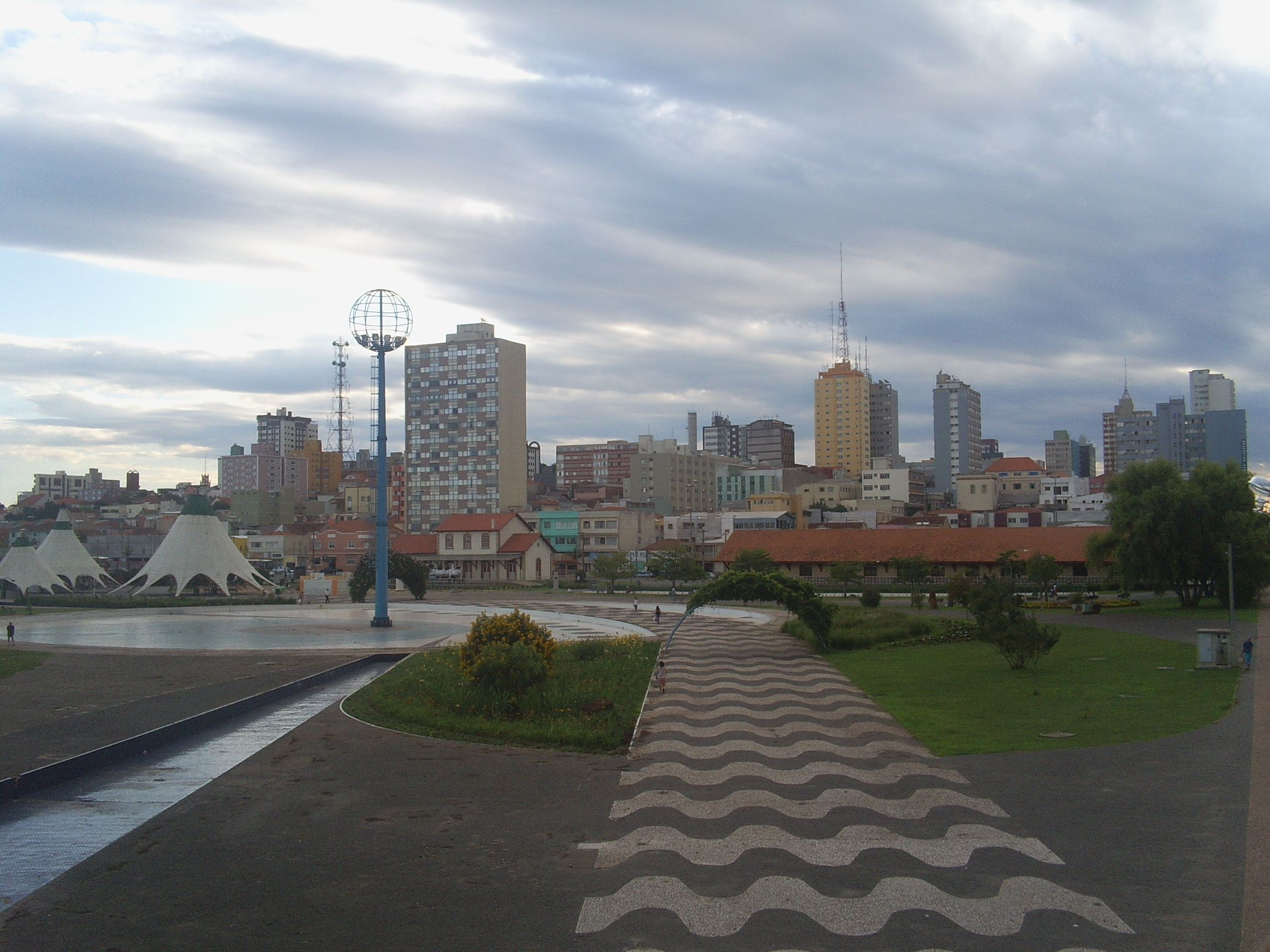
폰타그로사
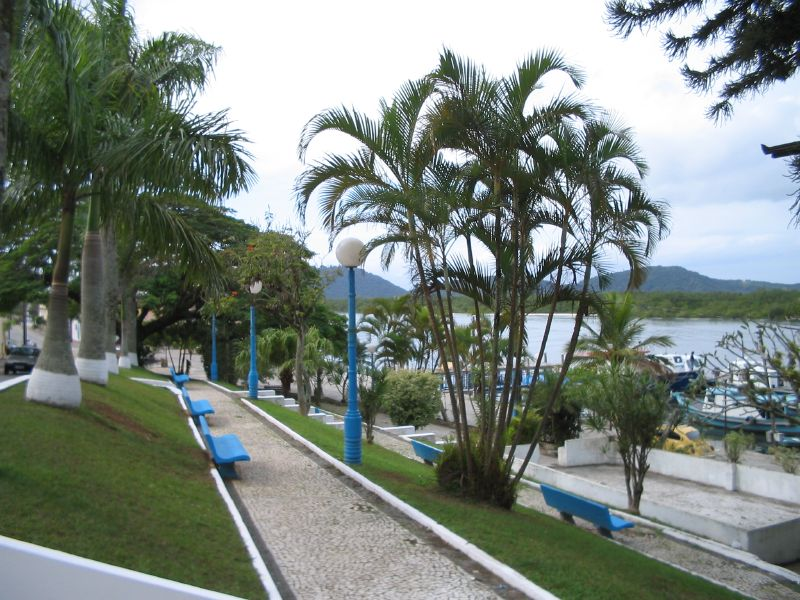
파라나구아